# Královecká univerzita
Královecká univerzita (německy Albertus-Universität Königsberg, Albrechtova univerzita Královec, předtím v letech 1701 až 1918 Königliche Albertus-Universität zu Königsberg i. Pr., Královská Albrechtova univerzita v Královci v Prusku) byla univerzita v Královci (dnešním Kaliningradu) ve východním Prusku. Pod jménem Collegium Albertinum ji založil v roce 1544 jako druhou protestantskou vysokou školou světa (po Marburské univerzitě) pruský vévoda Albrecht, podle jehož latinizovaného jména se také označovala Albertina. Mezi studenty a učiteli univerzity byla řada vynikajících osobností, například básník Simon Dach, filosofové Immanuel Kant a Johann Gottfried Herder, spisovatel E. T. A. Hoffmann nebo matematik David Hilbert.
Ve druhé světové válce bylo město Královec (německy Königsberg) v důsledku obléhání Rudou armádou a silného odporu německé posádky do značné míry zničeno. Poté bylo přejmenováno na Kaliningrad a jako hlavní město Kaliningradské oblasti připojeno k Sovětskému svazu. Dosavadní Albertina byla uzavřena a německé obyvatelstvo, které bylo z velké části evakuováno nebo samo uprchlo (viz Útěk a vyhnání Němců z Východních území) bylo nahrazeno ruským obyvatelstvem. Dnešní Baltská federální univerzita Immanuela Kanta se po zániku SSSR považuje za nástupkyni tradic Albertiny.

## Dějiny
Albrecht, bývalý velmistr Řádu německých rytířů a první vévoda Pruska od roku 1525, koupil pozemek za královeckou katedrálou na ostrově Kneiphof na řece Pregel od zdejší kapituly, a nechal tam roku 1542 postavit akademické gymnázium. Dne 20. července 1544 vydal zakladatelskou listinu univerzity Collegium Albertinum, která byla slavnostně otevřena 17. srpna 1544.

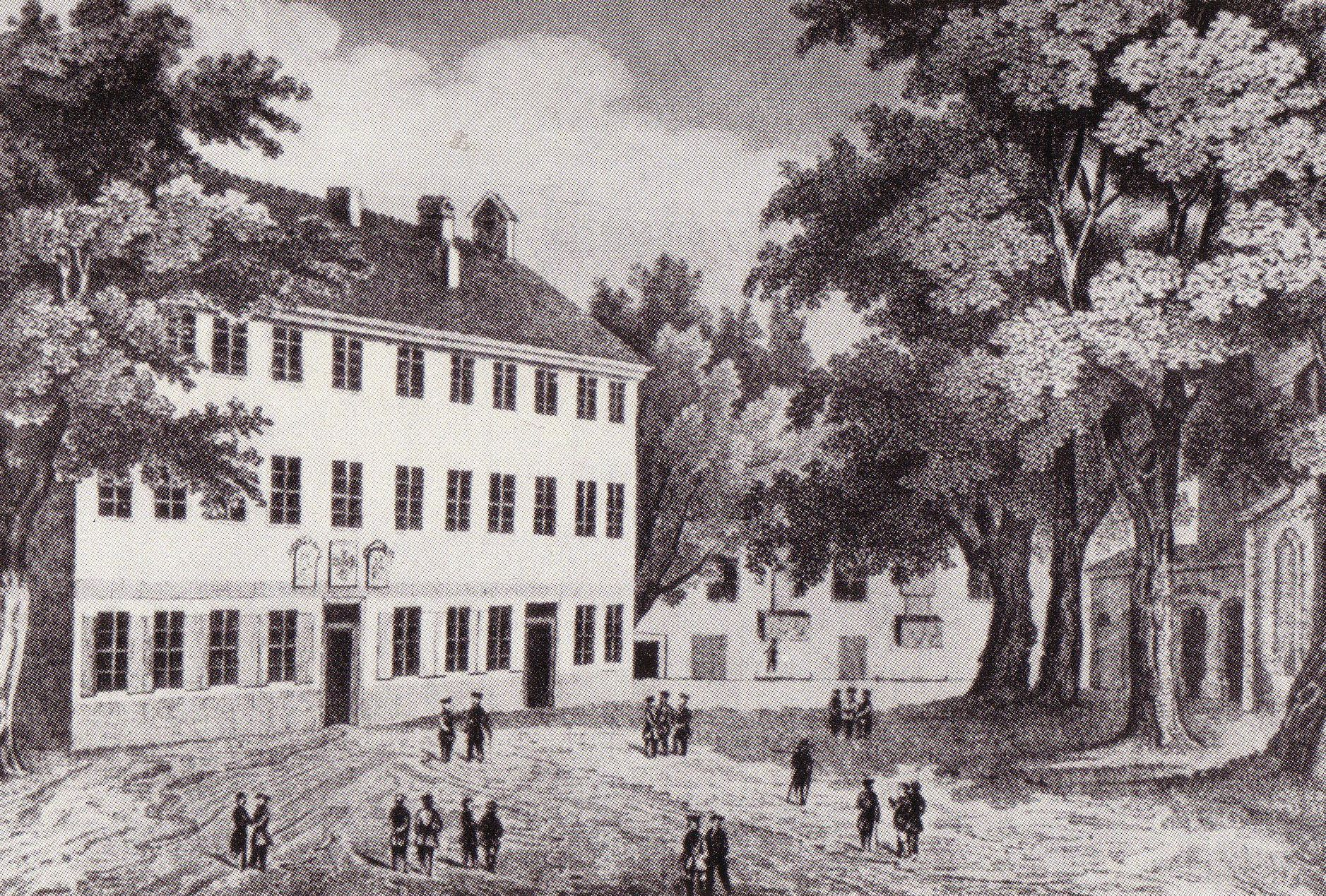
Collegium Albertinum kolem roku 1850

Nově založené protestantské vévodství bylo lénem Koruny Polského království a univerzita sloužila jako luteránský protějšek katolické Krakovské akademie. Jejím prvním rektorem byl básník Georg Sabinus, zeť Philippa Melanchthona. Mezi prvními profesory univerzity byli litevští učenci Stanislovas Rapalionis a Abraomas Kulvietis. Všichni profesoři museli složit přísahu na augsburské vyznání. Protože pruské země ležely za hranicemi Svaté římské říše, císař Karel V. i papež Pavel III. odmítli udělit se založením univerzity souhlas, nicméně 28. března 1560 škola obdržela královské privilegium polského krále Zikmunda II.
Roku 1618 se Pruské vévodství spojilo personální unií s Markrabstvím braniborským a v roce 1657 „Velký kurfiřt“ Fridrich Vilém I. Braniborský získal plnou svrchovanost Pruska tím, že se vyvázal z Polské koruny smlouvou z Wehlau. Albertina byla druhou nejstarší univerzitou (po univerzitě ve Frankfurtu nad Odrou) a intelektuálním centrem protestantského Braniborska-Pruska. Měla čtyři fakulty: teologie, medicíny, filozofie a práva, později v rámci filozofické fakulty přibyla matematika a přírodní vědy. Mezi rektory bylo mnoho členů královského rodu Hohenzollernů (posledním z nich byl korunní princ Vilém v letech 1908-1918), kteří však na univerzitě nepobývali, ale obvykle je při řízení školy zastupoval prorektor.

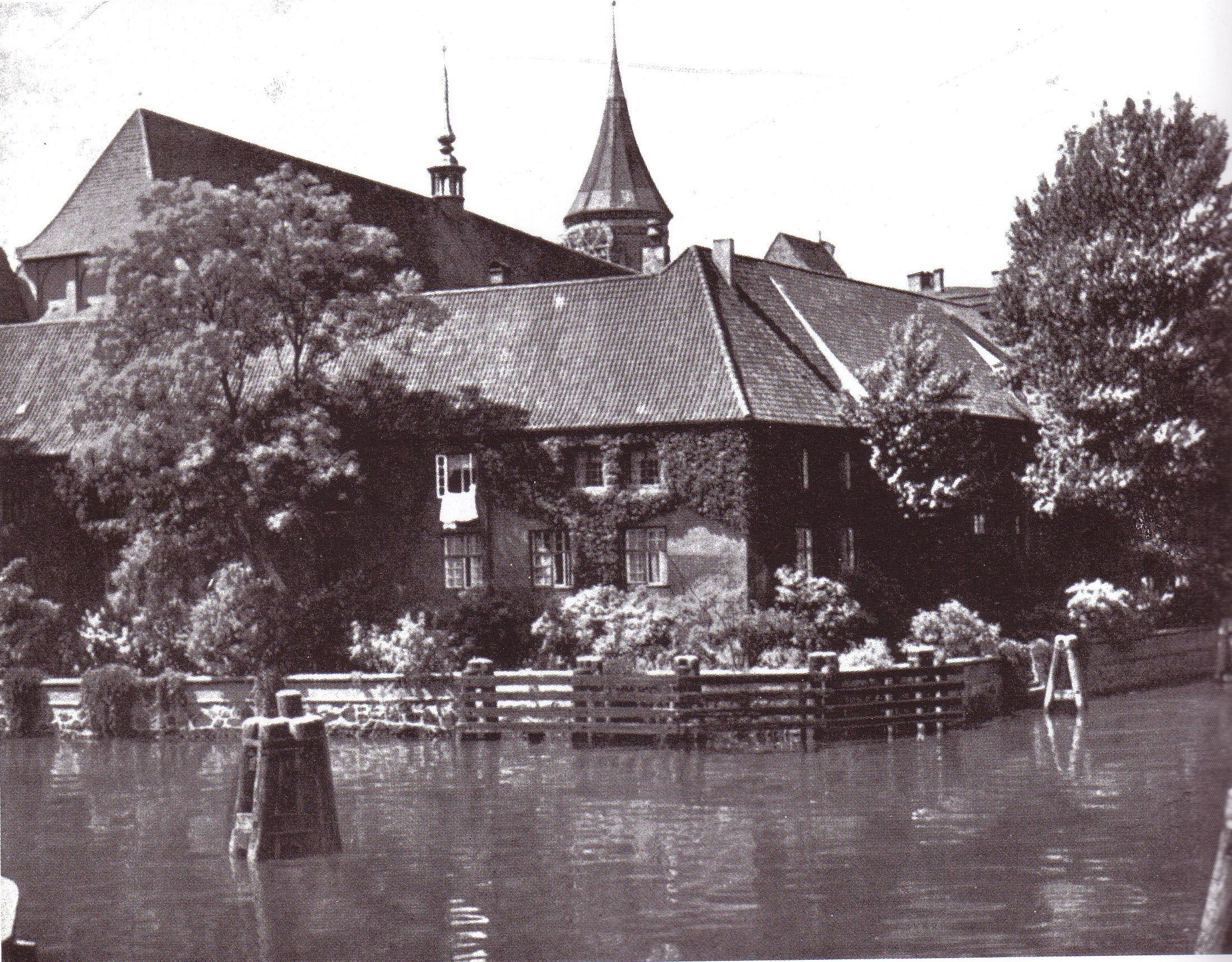
Zadní strana Collegium Albertinum na ostrově Kneiphof, kde učil Kant. Čtvrť byla zničena ve druhé světové válce.

Pruské země nepoškodila třicetiletá válka, což u studentů zvýšilo zájem o univerzitu v Královci. V 17. století, byla známá jako působiště básníka Simona Dacha, rektora v roce 1656/57, a dalších literátů. Car Petr I. Veliký navštívil Albertinu v roce 1697, což vedlo ke intenzivnějším kontaktům mezi Pruskem a Ruskou říší. K významným ruským studentům v Královci patřili Kirill Razumovský, později předseda Ruské akademie věd, a generál Michail Andrejevič Miloradovič. Univerzita a město měly hluboký dopad na rozvoj litevské kultury. První kniha v litevském jazyce byla vytištěna zde v roce 1547 a v Albertině studovalo několik důležitých litevských spisovatelů. Univerzita byla také obvyklou vzdělávací institucí baltské německé šlechty.
18. století vešlo do dějin kultury jako „královecké století“ osvícenství; rozkvět zde inicioval student Albertiny Johann Christoph Gottsched, na kterého navázali filozof Johann Georg Hamann a spisovatel Theodor Gottlieb von Hippel starší. Vystudovali zde Johann Gottfried Herder, Zacharias Werner, Johann Friedrich Reichardt, E. T. A. Hoffmann a především filozof Immanuel Kant, rektor v letech 1786 a 1788. Tito učenci položili základy pro pozdější výmarskou klasiku a německý romantismus.
Nádherná botanická zahrada Albertiny byla slavnostně otevřena v roce 1811 během napoleonských válek. O dva roky později založil Friedrich Wilhelm Bessel hvězdárnu vedle zahrady. Mezi profesory patřili dále filosof Johann Gottlieb Fichte (působil zde v letech 1806–1807), biolog Karl Ernst von Baer (1817–1834), matematik Carl Gustav Jacobi (1829–1842), mineralog Franz Ernst Neumann (1828–1876) a fyzik Hermann von Helmholtz (1849–1855).
V 19. a 20. století byla univerzita nejznámější svou školu matematiky, kterou založil Carl Gustav Jacob Jacobi a pokračovali v ní jeho žáci Ludwig Otto Hesse, Friedrich Richelot, Johann G. Rosenhain a Philipp Ludwig von Seidel. Později byla spojena se jmény jako Hermann Minkowski (učitel Alberta Einsteina), Adolf Hurwitz, Ferdinand von Lindemann a David Hilbert, který byl jedním z největších moderních matematiků. Matematici Alfred Clebsch a Carl Gottfried Neumann (oba narození v Královci a žáci Ludwiga Otta Hesseho) v roce 1868 založili Mathematische Annalen, jež se brzy staly nejvlivnějším matematickým časopisem té doby.
Během oslav 300 let trvání univerzity dne 31. srpna 1844 položil král Fridrich Vilém IV. základní kámen nové hlavní budovy Albertiny, jež byla slavnostně otevřena v roce 1862 korunním princem Fridrichem a prorektorem Johannem Karlem Friedrichem Rosenkranzem. Budova na centrálním náměstí Paradeplatz byla postavena v novorenesančním stylu podle plánů Friedricha Augusta Stülera. Fasádu zdobil jezdecký reliéf pruského vévody Albrechta, zakladatele školy. Pod ním byly výklenky obsahující sochy protestantských reformátorů Martina Luthera a Philippa Melanchthona. Uvnitř bylo nádherné schodiště nesené mramorovými sloupy. Senátní sál zdobil portrét císaře Fridricha III. od Laucherta a busta Immanuela Kanta od Hagemanna, studenta J. G. Schadowa. Přilehlá aula byla zdobena freskami malovanými v roce 1870.

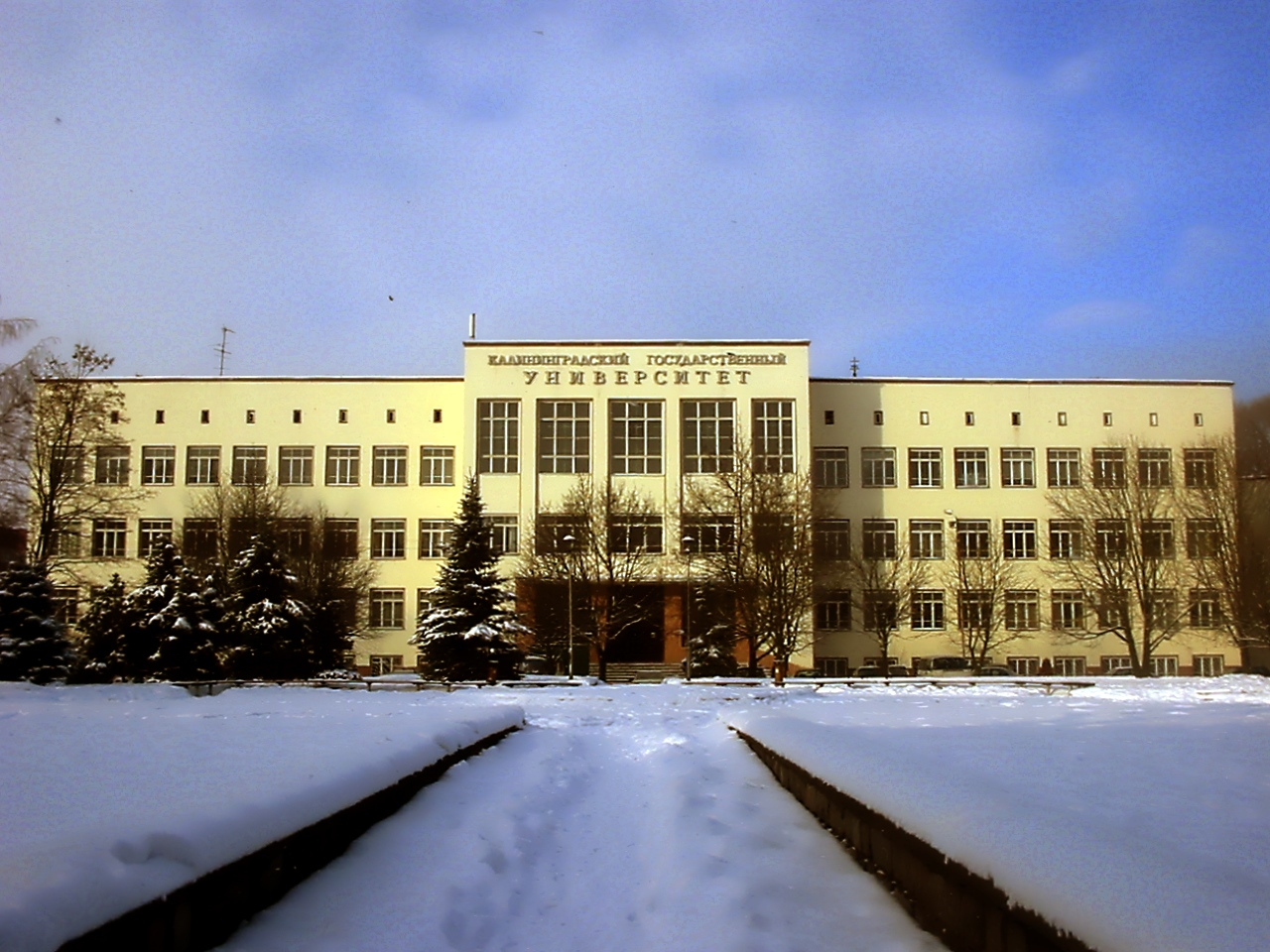
Rekonstruovaná hlavní budova Albertiny je nyní součástí univerzity Univerzity Immanuela Kanta. Její fasáda se velmi liší od původní.

Univerzitní knihovna byla v roce 1901 umístěna do čtvrti Mitteltragheim a obsahovala přes 230 000 svazků. Na Dritte Fliess Strasse bylo umístěno sportoviště Palestra, založené v roce 1898 za účelem povzbuzení vyšších forem sportu mezi studenty a občany. V roce 1900 měla univerzita 900 studentů.
Během posledních let existence po teritoriálním oddělení Východního Pruska od Německa Versailleskou smlouvou univerzita i Německá studentská unie zdůrazňovaly přináležitost k Německu a podporovaly německý nacionalismus. Čtyřsté výročí založení oslavila škola 10. července 1944 za přítomnosti říšského ministra Waltera Funka. O několik týdnů později, během nocí 26./27. a 29./30. srpna, byl Královec těžce bombardován britským královským letectvem. Od ledna do dubna 1945 bylo město dále devastováno východopruskou ofenzívou Rudé armády a závěrečnou bitvou o Královec. Když generál Otto Lasch podepsal 9. dubna kapitulaci, historické centrum města bylo útoky zničeno a 80 % univerzitních budov leželo v troskách. Profesoři a další učitelé uprchli do západních oblastí Německa, mnoho z nich bylo pak přijato na Univerzitu v Göttingenu.
Zbývající prostory včetně hlavní budovy Albertiny od roku 1948 využíval Kaliningradský státní pedagogický institut, který v roce 1967 získal status univerzity, která pak byla postupně odpovídajícím způsobem rozšířena.

## Učitelé a studenti
- Abraomas Kulvietis
- Adolf Hurwitz
- Adolph Eduard Grube
- Arnold Sommerfeld
- Carl Gustav Jacob Jacobi

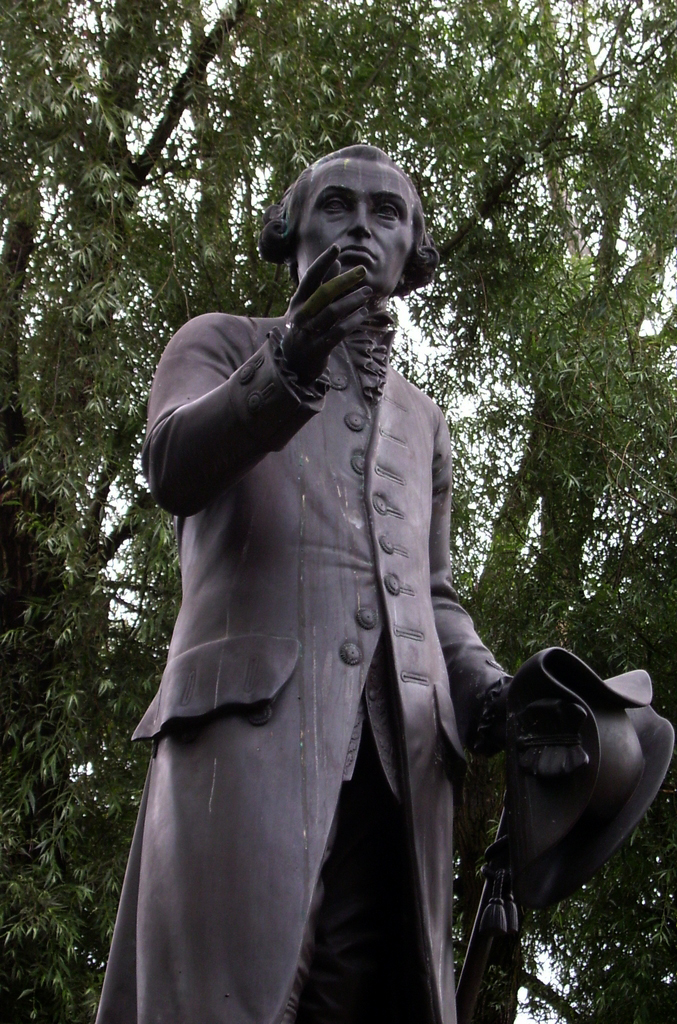
Replika sochy Immanuela Kanta od Christiana Daniela Raucha (originál z roku 1864)

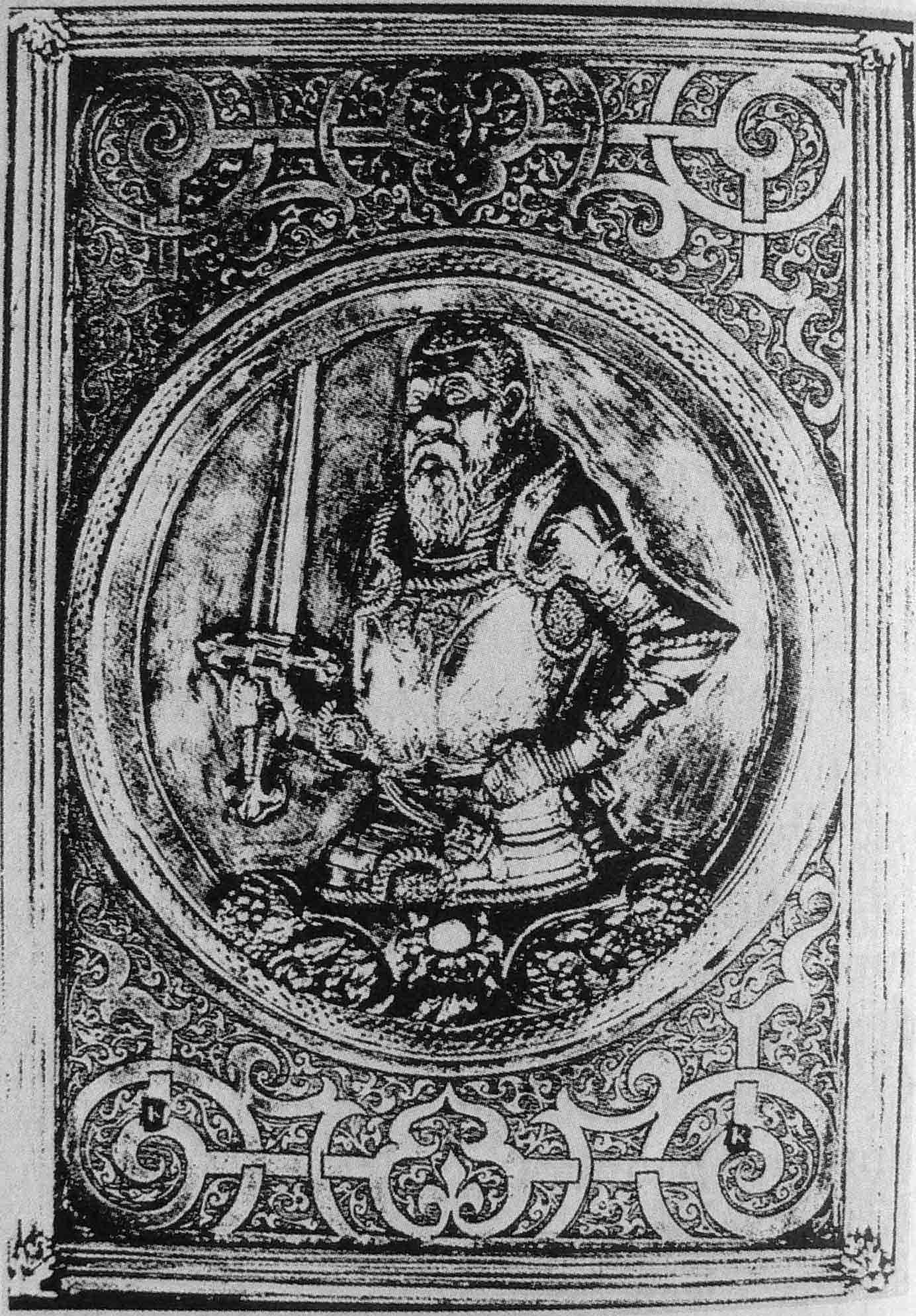
Albrecht Pruský na obálce knihy jedné z knih Silberbibliothek (Stříbrné knihovny), která byla součástí univerzitní knihovny. Stejně jako podobně slavná Wallenrodtova knihovna se od roku 1945 pohřešuje.

- Christian Goldbach (1690–1764), matematik
- Daniel Klein
- Daniel Lorenz Salthenius
- David Hilbert
- E. T. A. Hoffmann
- Emil Johann Wiechert
- Ewald Christian von Kleist
- Friedrich Ludwig Zacharias Werner
- Friedrich Wilhelm Bessel
- Gábor Szegő
- Gotthilf Heinrich Ludwig Hagen
- Gustav Kirchhoff
- Hermann von Helmholtz
- Hermann Minkowski
- Hugo Blümner (1844–1919), klasický archeolog a filolog
- Immanuel Kant
- Jan Kochanowski
- Johann Friedrich Herbart
- Johann Gottfried Herder
- Karl Ernst von Baer
- Karl Rudolf König
- Kristijonas Donelaitis (1714–1780), luteránský pastor a básník
- Martynas Mažvydas
- Moše Novomejskij
- Rudolf Gottschall
- Ruth Moufangová
- Solomon Schonfeld (rabín)
- Theodor Kaluza
- Theophilus Siegfried Bayer

## Čestní doktoři
- Agnes Miegel
- Wilhelm Petersen
- Karl Weierstrass
- Franz Liszt